# 霍尔斯图姆
霍尔斯图姆是德国莱茵兰-普法尔茨州的一个市镇。总面积9.31平方公里，总人口608人，其中男性315人，女性293人（2011年12月31日），人口密度65人/平方公里。